# Општина Униреа (Долж)
Униреа (рум. Unirea) општина је у Румунији у округу Долж.
Oпштина се налази на надморској висини од 99 m.